# Anopheles ovengensis
Anopheles ovengensis är en tvåvingeart som beskrevs av Parfait Awono-Ambene, Pierre Kengne, Frederic Simard, Christophe Antonio-Nkondjio och Didier  Fontenille 2004. Anopheles ovengensis ingår i släktet Anopheles och familjen stickmyggor.
Artens utbredningsområde är Kamerun. Inga underarter finns listade i Catalogue of Life.